# Герб станицы Георгиевской
Герб Георгиевской — один из символов упразднённого муниципального образования сельское поселениестаница Георгиевская Георгиевского района Ставропольского края России. Герб утверждён 6 марта 2006 года Советом депутатов станицы; в Государственном геральдическом регистре РФ герб не зарегистрирован.

## Описание и символика
В золотом поле щита — стенозубчатая червлёная глава, обременённая тремя лазоревыми камнями и сопровождаемая положенными накрест чёрными копьем и мечом
Автор — И.Л. Проститов.
Стенозубчатая глава напоминает о возникновении станицы как военного поселения. Меч и копье — атрибуты Святого Георгия.